# Olu Dara
Charles Jones III (Natchez, Misisipi, 12 de enero de 1941), más conocido como Olu Dara Jones, es un trompetista, cornetista, guitarrista y cantante estadounidense. Es el padre del rapero Nas.

## Primeros años de vida
Nació el 12 de enero de 1941 en Natchez, Misisipi. Su madre, Ella Mae Jones, nació en Canton, Misisipi. Su padre, Charlie R. Jones, nacido en Natchez, era un músico viajero y cantaba con The Melodiers, un cuarteto vocal con un guitarrista.
Cuando era niño, tomó lecciones de piano y clarinete. Estudió en la Universidad Estatal de Tennessee, inicialmente con especialización en medicina, y luego pasó a teoría musical y composición.

## Carrera
De 1959 a 1964 fue músico en la Marina, lo que describió como una experiencia educativa de valor incalculable.
En 1964, se mudó a la ciudad de Nueva York y cambió su nombre a Olu Dara,que significa «El Señor es bueno» en idioma yoruba. En las décadas de 1970 y 1980 tocó junto a David Murray, Henry Threadgill, Hamiet Bluiett, Don Pullen, Charles Brackeen, James Blood Ulmer y Cassandra Wilson. Formó dos bandas, la Okra Orchestra y la Natchezsippi Dance Band.
Su primer álbum, In the World: From Natchez to New York (1998), reveló otro aspecto de su personalidad musical: el líder y cantante de una banda inmerso en la tradición afroamericana, tocando una mezcla ecléctica de blues, jazz y storytelling, con tintes de funk, música popular africana y reggae. Su segundo álbum, Neighborhoods, con apariciones especiales de Dr. John y Cassandra Wilson, siguió una línea similar.
Ha colaborado con su hijo, el rapero Nas, tocando en su álbum Illmatic (1994) y en la canción Dance (2002), además de cantar en la canción Bridging the Gap (2004).

## Discografía

### Como líder
- In the World: From Natchez to New York (Atlantic, 1998)
- Neighborhoods (Atlantic, 2001)

Con Material
- Memory Serves (1981)
- The Third Power (1991)

### Como acompañante
Con Charles Brackeen
- 1987 Attainment (Silkheart)
- 1987 Worshippers Come Nigh (Silkheart)

Con Rhys Chatham
- 1984 Factor X
- 1987 Die Donnergötter (The Thundergods)

Con Carlos Garnett
- 1975 Let This Melody Ring On (Muse)
- 1977 Fire

Con Corey Harris
- 2002 Downhome Sophisticate
- 2005 Daily Bread

Con Craig Harris
- 1985 Tributes (OTC)
- 1999 Cold Sweat Plays J. B. (JMT)

Con David Murray
- Flowers for Albert: The Complete Concert (India Navigation, 1976)
- Ming (Black Saint, 1980)
- Home (Black Saint, 1981)
- Live at Sweet Basil Volume 1 (Black Saint, 1984)
- Live at Sweet Basil Volume 2 (Black Saint, 1984)
- The Tip (DIW, 1995)
- Jug-A-Lug (DIW, 1995)

Con Nas
- 1994 Illmatic
- 2002 God's Son
- 2004 Bridging the Gap
- 2004 Street's Disciple

Con Jamaaladeen Tacuma
- 1983 Show Stopper
- 1984 Renaissance Man

Con Henry Threadgill
- 1982 When Was That?
- 1983 Just the Facts and Pass the Bucket

Con James Blood Ulmer
- Are You Glad to Be in America? (1980)
- Free Lancing (1981)
- No Escape from the Blues: The Electric Lady Sessions (2003)

Con Cassandra Wilson
- 1987 Days Aweigh (JMT)
- 1993 Blue Light 'Til Dawn
- 1999 Traveling Miles
- 2002 Belly of the Sun

Con otros
- 1970 Journey to Air, Terumasa Hino
- 1970 Who Knows What Tomorrow's Gonna Bring?, Jack McDuff
- 1973 Ethnic Expressions, Roy Brooks
- 1973 Revelation, Doug Carn
- 1975 Heavy Spirits, Oliver Lake
- 1977 Endangered Species, Hamiet Bluiett
- 1978 Live at Moers Festival, Phillip Wilson
- 1980 Flat-Out Jump Suite, Julius Hemphill
- 1982 Flying Out, Cecil McBee
- 1982 Nots, Elliott Sharp
- 1983 Nona, Nona Hendryx
- 1984 Conjure - Music For The Texts of Ishmael Reed, Conjure
- 1985 The African Flower, James Newton
- 1985 The Sixth Sense, Don Pullen
- 1993 Deconstruction: The Celluloid Recordings, Bill Laswell
- 1997 KC After Dark, Kansas City Band
- 1998 Empire Box, Tim Berne
- 1998 You Don't Know My Mind, Guy Davis
- 2002 Medicated Magic, Dirty Dozen Brass Band
- 2002 Trance Atlantic (Boom Bop II), Jean-Paul Bourelly
- 2003 Chinatown, The Be Good Tanyas
- 2007 The Harlem Experiment, The Harlem Experiment
- 2007 This Is Where You Wanna Be, The Brawner Brothers[4]
- 2021 The Boyé Multi-National Crusade for Harmony, Julius Hemphill